# Адамс, Эбигейл
Эбигейл Адамс (урождённая Смит, англ. Abigail Adams, 22 ноября 1744, Уэймут, Массачусетс — 28 октября 1818[…], Куинси, Массачусетс) — первая американская феминистка, супруга 1-го вице-президента и 2-го президента США Джона Адамса, первая леди США с 4 марта 1797 по 4 марта 1801 года, вторая леди США с 21 апреля 1789 по 4 марта 1797. Мать 6-го президента США Джона Куинси Адамса. Она и Барбара Буш — единственные две женщины, которые были замужем за президентами США и были матерями других президентов США.

## Биография
Родилась в 1744 году в Уэймуте в провинции Массачусетс-Бэй в семье Уильяма Смита (1707—1783) и Элизабет (урожденной Куинси) Смит. Заядлая читательница, она была не по годам эрудированной девушкой, отлично разбираясь в поэзии, философии и политике. Хотя Эбигейл давно была знакома с Джоном Адамсом, серьёзные отношения у них завязались лишь в 1762 году. В октябре 1764 года они поженились. У четы было три сына и две дочери, а их семейный союз длился более 50 лет.
Длительные поездки Джона Адамса в качестве окружного судьи, делегата Континентального конгресса, а затем дипломатического представителя приводили к длительным разлукам. Связь с мужем Эбигейл поддерживала посредством многочисленных писем. В 1784 году она вместе с мужем переехала в Париж, где тот исполнял обязанности посла.
Когда Джон Адамс стал первым вице-президентом США, Эбигейл сблизилась с женой президента Мартой Вашингтон и оказывала заметную помощь в организации официальных приёмов, благодаря опыту, полученному за рубежом. Подобной деятельностью она занималась и после того, как её муж в 1797 году вступил в должность президента США. В 1800 году после переноса столицы в Вашингтон Эбигейл Адамс стала первой хозяйкой Белого дома. В 1801 году после поражения на президентских выборах они вернулись в Массачусетс.
Эбигейл скончалась 28 октября 1818 года от брюшного тифа. Похоронена рядом со своим мужем в Куинси в Первой приходской церкви. Несколько лет спустя её сын — Джон Куинси Адамс — стал шестым президентом США.

## Семья
В браке с Джоном Адамсом родилось шесть детей:
1. Эбигейл Адамс Смит (1765—1813) — в замужестве Смит, в 1786 году вышла замуж за полковника Уильяма Стивенса Смита и от этого брака родилось четверо детей.
2. Джон Куинси Адамс (1767—1848) — шестой президент США, в 1797 году женился на англичанке Луизе Джонсон (будущей Первой леди США) и от этого брака родилось четверо детей.
3. Грейс Сюзанна Адамс (1768—1770) — умерла в младенчестве.
4. Чарльз Адамс (1770—1800).
5. Томас Бойлстон Адамс (1772—1832) — политик, адвокат, главный судья окружного суда общей юрисдикции Южного округа Массачусетса (1811—1812).
6. Элизабет Адамс (1777—1777) — родилась мёртвой.

## Феминизм
Эбигейл Адамс считается первой американской феминисткой. Она была убежденной сторонницей прав женщин и яркой представительницей женской эмансипации в американской истории. В своем письме к мужу от 31 марта 1776 г. она призывает ввести право голоса или представительство для женщин в новом государстве — Соединенных Штатах Америки. В этом письме появляется цитата, впоследствии сделавшая ей всемирно известной активисткой феминизма.
Мы не станем подчиняться законам, в принятии которых мы не участвовали, и власти, которая не представляет наших интересов.
По её мнению, власть мужчин является тиранической, так как сама природа мужчины толкает его на злоупотребление своей силой и властью. Эта тираническая природа мужчин проявляется в порабощении ими женщин. Поэтому законы нового государства должны защитить их права.
То, что ваш пол по природе своей является тираническим, - это настолько очевидная истина, что не требует обсуждения, кроме тех из вас, кто, по счастью, добровольно слагает с себя грубое звание господина ради более нежного и любимого имени друга. Почему же тогда не лишить власти порочных и беззаконных людей, которые безнаказанно используют нас со всей жестокостью и пренебрежением. Разумные мужчины во все века отвергали такие обычаи, которые относятся к нам лишь как к вассалам вашего пола.

## Образ в кино
- «Джон Адамс» (2008) — Лора Линни